# Винтовка Лю
Винтовка Лю (кит. 劉式步槍) — полуавтоматическая винтовка названная в честь её изобретателя и первого начальника Ханьянского арсенала генерала Лю Цин Эна поскольку винтовка никогда не получала никакого другого обозначения. Вероятно, это была первая китайская полуавтоматическая винтовка.

## История
В начале 1914 года генерал Лю связался с компанией Pratt & Whitney Tool в Хартфорде чтобы приобрести оборудование для ханьянского арсенала. 11 апреля с компанией был подписан контракт на 1 082 500 долларов США с ожидаемой поставкой через 24 месяца. Позже в сентябре того же года Лю вместе со своей семьей и подчиненными прибыл в Хартфорд, целью визита было ознакомление с техникой. Лю оставался в Хартфорде по крайней мере до июня 1915 года. 8 сентября 1916 года две версии винтовки были испытаны на полигоне Нань Юань в Пекине. Первая версия была изготовлена в Ханьяне с приводной пружиной ручной работы, вторая была изготовлена в Pratt & Whitney и имела механическую пружину. Тест показал, что пружины ручной работы оказались слишком слабыми для правильной перезарядки патронов, в отличие от тех, что производятся в США. В 1918 году в Спрингфилдской оружейной Джулианом Хэтчером были испытаны две винтовки. Летом 1919 года во время заседания Военного ведомства у генерала Лю случился инсульт, который вызвал паралич одной стороны его тела, предположительно из-за того, что судно с оборудованием на борту затонуло по пути в Китай. Позже в том же году техника была восстановлена и прибыла в Шанхай. Она хранилась на складе до 1921 года, когда была передана в Гуньсянский арсенал. После отправки в Гунсянь, по иронии судьбы, машины и оснастка позже были перенаправлены обратно в Ханьян, но это произошло только в 1935 году. Когда оборудование прибыло в Ханьян, оно было настроено и первоначально использовалось для производства винтовок Ханьян 88, но позже было заменено на производство винтовок Чан Кайши.

## Конструкция винтовки
В винтовке генерала Лю использовалась система газоотвода с дульного среза аналогичная винтовке Банга (другими винтовками, включавшими эту систему, были Gewehr 41 и ранние серийные модели M1 Garand). Принцип действия винтовки можно было переключить с газового на прямозажимный затвор[неизвестный термин] вращая цилиндр, расположенный на дульном срезе против часовой стрелки. Чтобы вернуться к газовой перезарядке, цилиндр нужно было повернуть назад по часовой стрелке. В прикладе было отделение для инструментов для чистки.